# هم‌خانواده
هم‌خانواده برابر فرهنگستانی واژه cognate است. هم‌خانواده متفاوت از وام‌واژه است. هم‌خانوده پیشنهاد فرهنگستان زبان و ادب فارسی است. واژه نامهٔ شش جلدی انگلیسی به فارسی آریانپور، برابرهای دیگری نیز پیشنهاد می‌دهد، مثل: هم‌زاد.
هم خانواده منصرف می‌شود،صرف
هم‌خانوده یا cognate در واژه‌نامه شش جلدی آریانپور:
- خویشاوند، دارای اجداد مشترک، هم‌نیا، هم‌دودمان
- (زبان‌شناسی) هم‌ریشه
- زبان هم‌ریشه، هر دو چیز هم‌ریشه، هم‌زاد، هم‌خانواده، دارای ویژگی‌های مشترک.[۲]